# به گورت تف می‌کنم ۳
به گورت تف می‌کنم ۳ (به انگلیسی: I Spit on Your Grave 3) فیلمی در ژانر تجاوز و انتقام ترسناک، این فیلم دنباله قسمت اول به گورت تف می‌کنم که در سال ۲۰۱۰ پخش شد می‌باشد و با بازی دوباره سارا باتلر در سال ۲۰۱۵ اکران شد.

## خلاصه داستان
داستان در ادامه اولین شماره مجموعه که سال ۲۰۱۰ منتشر شد، جریان دارد. جنیفر تصمیم گرفته تا دوباره برای Crisis Hotline کار کند. اما انگار سر و کله‌ی قاتلی سریالی پیدا شده که با استفاده از خطوط تلفن، رد متجاوزین را می‌زند و…